# Ceraticelus orientalis
Ceraticelus orientalis là một loài nhện trong họ Linyphiidae.
Loài này thuộc chi Ceraticelus. Ceraticelus orientalis được Kirill Yuryevich Eskov miêu tả năm 1987.